# Mihajlo Nešković
Mihajlo Nešković (Kirin Serbia: Михајло Нешковић, sinh ngày 6 tháng 10 năm 2000 ở Šid) là một cầu thủ bóng đá Serbia thi đấu cho câu lạc bộ Serbia Vojvodina.

## Sự nghiệp câu lạc bộ

### Vojvodina
Ngày 21 tháng 10 năm 2016 Nešković ra mắt cho Vojvodina, trong chiến thắng 3-1 trên sân nhà trước Voždovac. Vào tháng 6 năm 2017, Nešković ký bản hợp đồng chuyên nghiệp đầu tiên, đặt bút ký vào kế hoạch thời hạn 3 năm cùng với câu lạc bộ.